# Adam Warren (baseball)
Pour le bédéiste, voir Adam Warren.
Adam Parrish Warren (né le 25 août 1987 à Birmingham, Alabama, États-Unis) est un lanceur droitier des Cubs de Chicago de la Ligue majeure de baseball.

## Carrière

### Yankees de New York
Joueur évoluant à l'Université de Caroline du Nord à Chapel Hill, Adam Warren est un choix de quatrième ronde des Yankees de New York en 2009. Jouant en 2010 dans les ligues mineures pour le Thunder de Trenton, club-école Double-A des Yankees, Warren établit un record de franchise avec 15 retraits sur des prises en un match.
Warren fait ses débuts dans le baseball majeur avec les Yankees le 29 juin 2012. 

### Cubs de Chicago
Le 8 décembre 2015, les Yankees échangent Adam Warren et le joueur de champ intérieur Brendan Ryan aux Cubs de Chicago en retour du joueur de deuxième but Starlin Castro.